# Lijst van personages uit Goede tijden, slechte tijden (2000-2009)
Dit is een overzicht van personages uit de Nederlandse soapserie Goede tijden, slechte tijden zonder eigen artikel die tussen 2000 en 2009 hun entree maakten, inclusief de bijbehorende verhaallijnen.

## Rosa Gonzalez
Rosa Gonzalez was getrouwd met Marciano Gonzalez. Ze kreeg met hem een zoon, Garmino. In Spanje werkte Rosa voor de busonderneming van haar man en zijn familie. Na het overlijden van haar man keerde Rosa terug naar Nederland. Haar zoon bleef in Spanje wonen. Na haar terugkomst in Nederland is Rosa eerst bij Frederik van Rossum als huishoudster gaan werken. In die tijd raakte ze van Frederik zwanger in een onbezonnen moment en wordt haar dochter Lorena Gonzalez geboren. Ze nam ontslag zonder dat Frederik wist dat hij een kind zou krijgen. Lorena vertrok later naar Zuid-Amerika voor haar stage maar keerde in 2007 terug naar Meerdijk.
In 2001 is Rosa tijdelijk bij Ludo Sanders als huishoudster gaan werken. Ze was een goede steun en toeverlaat toen Ludo blind werd en is daarna de vaste huishoudster geworden van de familie Sanders. Toen Ludo failliet ging bleef Rosa voor Nick Sanders werken in hetzelfde huis, later kwam Ludo weer terug in het huis. Rosa bleek ontroostbaar toen Ludo later mogelijk zou zijn overleden.
Rosa zorgde erg goed voor de zwangere vrouw van Nick, toentertijd Charlie Sanders. Ze mocht de Belgische kraamverzorgster Lieve al vanaf het begin niet. Haar gevoel bleek juist toen Lieve even later Nick en zijn pasgeboren zoon Valentijn ontvoerde. Ook van haar vorige bazin, Maxime Sanders moest Rosa niet veel hebben. Ze heulde samen met Nick toen hij Maxime wilde ontmaskeren, dit kostte haar bijna haar baan. Nu woont Maxime in het huis van Janine Elschot, die op haar beurt weer in het huis van Rosa is komen wonen.
Rosa overlijdt in de derde aflevering van seizoen 22 aan de gevolgen van zwaar beschadigde organen. Ze is gewond geraakt op het huwelijksfeest van Nina Sanders en Noud Alberts. Nadat het eerst lijkt alsof ze helemaal hersteld was van het ongeluk, blijkt dat ze een darmperforatie en een sepsis heeft opgelopen en dat ze nog maar een paar uur te leven heeft. Uiteindelijk sterft zij in Lorena's armen.

## Justus van Ommeren
Justus van Ommeren is de wiskundeleraar aan het Rodenvoorde Instituut voor versneld voortgezet onderwijs in Meerdijk.
Op Rodenvoorde wordt Hedwig gepest door andere leerlingen. Justus toont zich bereid Hedwig te helpen door haar extra huiswerkbegeleiding te geven. Hierdoor denken Rik de Jong en Govert Harmsen dat het goed gaat met Hedwigs schoolprestaties.  Hedwig blijft echter slechte cijfers halen en vraagt om meer hulp van Justus. Die stelt voor Hedwigs cijfers te veranderen in voldoendes, maar wil daar wel iets voor terug. Hedwig besluit uiteindelijk hierop in te gaan.
Justus is bereid Hedwigs cijfers te veranderen op voorwaarde dat hij met haar naar bed mag. Hedwig spreekt met Justus af in De Rozenboom. Hedwig probeert er nog onderuit te komen maar gaat uiteindelijk overstag. Later besluit ze alles aan Charlie Fischer te vertellen. Charlie besluit samen met Hedwig een bezoekje te brengen aan Justus. Rik en Harmsen willen de politie op de hoogte brengen, maar dat vindt Hedwig eerst geen goed idee. Later besluit ze alsnog de politie in te schakelen. 
Tijdens een bespreking van de leerkrachten en Justus, komt Harmsen binnen met een geschreven brief van Hedwig die hij voorleest. De directeur van de school besluit dat er tegen Justus opgetreden moet worden. Hedwig legt een verklaring af tegenover de politie, het blijkt dat meer leerlingen op het instituut dergelijke ervaringen met Justus hebben. Justus wordt veroordeeld wegens aanranding en verkrachting.

## Rodney Carpenter
Rodney Carpenter is de vriend van Suzanne Balk. Ze hebben elkaar ontmoet in Amerika. Suzanne is erg gelukkig met Rodney en wil met hem gaan trouwen in Nederland. Suzanne keert een paar dagen eerder in Nederland om het grote nieuws te gaan vertellen aan haar kennissen en vrienden. Ze vraagt dan aan haar beste vriendin Janine Elschot of ze haar getuige wil zijn op haar bruiloft.
Suzanne wil ook van haar bedrijf af en ze wil dit aan Bowien Galema verkopen. Bowien vindt dat helemaal geweldig en gaat daarop in. Als Rodney is overgekomen naar Nederland, stelt ze haar vrienden aan hem voor. De speciale trouwdag van Suzanne en Rodney vindt een paar weken later plaats zodat Suzanne nog wat moet afhandelen met Bowien vanwege haar bedrijf. Suzanne besluit haar bedrijf gratis weg te geven aan Bowien. Janine en Ludo krijgen dit nieuws ook te horen, maar Ludo is hier niet echt blij mee. Janine en Suzanne krijgen hier een meningsverschil over vanwege het conflict van Bowien en Ludo. Nadat alles is geregeld rondom de zaken van Suzanne, is die dag de bijzondere trouwdag. Rodney en Suzanne trouwen in theater de Scala. Na deze trouwdag, neemt Suzanne persoonlijk nog afscheid van Janine en alle andere vrienden en kennissen. Rodney en Suzanne vertrekken dan voorgoed uit Meerdijk.

## Carel Kortenaer
Carel Kortenaer komt als eerste in beeld in Hotel de Rozenboom. Hij is eigenaar van internationale hotelketen The Rosegarden waar Hotel de Rozenboom een onderdeel van is. Carel is niet vaak in Meerdijk te zien vanwege zijn verre reizen naar het buitenland voor zaken. Carel is getrouwd met Catharina, maar die overlijdt volkomen onverwachts wanneer ze samen naar Meerdijk komen. Carel heeft samen met Catharina een dochter, Isabella, met wie hij nu alleen en wanhopig achterblijft. Isabella kan haar moeder niet vergeten en weet niet wat ze aan de situatie moet doen. Ze komt op het idee de rol van haar moeder over te nemen door met haar eigen vader naar bed te gaan. Als Carel wakker wordt, doet hij dus een schokkende ontdekking: zijn dochter is bij hem in bed gekropen. Hierop besluit hij Meerdijk te verlaten.
Isabella wordt dan manager van Hotel de Rozenboom. Nadat Carel op een gegeven moment weer is teruggekeerd naar Meerdijk, wordt zijn dochter opgenomen in een inrichting. Isabella blijkt zwanger te zijn van Ludo Sanders. Bij de geboorte van Amy Kortenaer besluit Carel Amy mee te nemen naar een verborgen plek zodat Ludo hier niet achter komt. Als later blijkt dat Carel lijdt aan ALS, besluit hij een opvolger te zoeken voor zijn bedrijf.
Carel keert een paar maanden later terug in Meerdijk en wordt dan verliefd op Martine Hafkamp. Ze hebben het samen leuk, maar dan duikt ineens Ludo Sanders op. Sindsdien hebben ze telkens woordenwisselingen over Ludo. Aan hun relatie dreigt een einde te komen wanneer Ludo zich ook hierin mengt. Carel en Martine besluiten om hun relatie niet stop te zetten vanwege Ludo en proberen het dus opnieuw.
Carel onthult tegenover Martine dat hij ALS heeft en een einde wil maken aan zijn leven. Martine probeert dit plan eerst nog uit Carels hoofd te praten, maar legt zich er later alsnog bij neer. Ze is erbij wanneer Carel een eind aan zijn leven maakt.

## Catharina Kortenaer
Catharina Kortenaer komt voor het eerst naar Meerdijk samen met haar man Carel. Ze zijn dan al een paar jaar getrouwd en hebben een dochter, Isabella. Carel heeft een eigen bedrijf waarvan Hotel de Rozenboom een onderdeel van is. Carel en Catharina verblijven telkens maar kort in Meerdijk omdat Carel veel naar het buitenland moet voor zaken. Op een dag keren ze terug naar Meerdijk en daar overlijdt Catharina ineens aan een acute ziekte.

## Jan Griffioen
Jan Griffioen is de man van Meike Griffioen. Jan en Meike worden door Jef Alberts en Barbara Fischer, die op dat moment een kind willen terwijl het Barbara niet lukt om zwanger te worden, als draagouders gekozen. Wat Jef en Barbara niet weten is dat Meike door haar man onder druk wordt gezet om als draagmoeder te fungeren en zelf niet 100% achter haar keus staat. Uiteindelijk raakt Meike zwanger. Als ze drie maanden in verwachting is, maken Jef en Barbara het afgesproken geldbedrag over. Meike en Jan krijgen ruzie, wat Jef en Barbara niet te weten komen.
Jan wil niet dat Meike ook nog eens persoonlijk met Jef en Barbara omgaat. Als Barbara zich nog zorgen maakt, belt ze Meike vaak op om te weten of het goed gaat met haar en de baby. Jan is het er niet mee eens dat Meike telkens contact heeft met Barbara. Als het geld is overgemaakt, komt Meike op een dag thuis en doet een schokkende ontdekking: Jan is spoorloos verdwenen en heeft alle spullen meegenomen.
Opmerkelijk is dat Meike ook nadat Jan haar heeft verlaten, gewoon de achternaam Griffioen houdt.

## Mary Verstraete
Mary Verstraete is een inwoonster van Meerdijk. Ze helpt Laura Selmhorst met het geven van een vals alibi over de zaak Robert Alberts en Philip van Alphen. Haar betrokkenheid bij deze kwestie kost haar uiteindelijk het leven.
Laura en Robert zijn kort geleden uit elkaar gegaan, vanwege een kwestie waar onder andere Philip een rol bij speelde. Philip weet Laura in te palmen. Robert kan dit niet accepteren en saboteert de remmen in Philips auto. Philip overleeft het hierdoor veroorzaakte ongeluk, maar belandt in het ziekenhuis. Laura komt erachter wat er is gebeurd. Ze is woedend, maar wil toch niet dat Robert in de gevangenis terechtkomt. Ze vraagt Mary Verstraete om een vals alibi te geven.
Later loopt het mis tussen Philip en Laura. Philip dreigt Laura aan te geven wegens poging tot moord. Om te voorkomen dat alles uitkomt besluiten Laura en Cleo de Wolf Mary, de enige gevaarlijke getuige, opnieuw op te zoeken. Ze schakelen Mary voorgoed uit door haar te bedwelmen en in een zak vol stenen te leggen, waarna ze haar in de rivier gooien. 
De moord op Mary wordt nooit opgelost, hoewel Laura enkele maanden later uit berouw bekent. Stefano Sanders heeft Mary's lijk in de tussentijd echter al opgevist en laten verdwijnen, omdat hij Cleo wilde chanteren.

## Arie Koetsier
Arie Koetsier is een verstokte racist die de vader is van Sylvester Koetsier. Hij woont samen met zijn zoon in Zuid-Afrika. Sylvester belandt na een woningruil met de familie Alberts in Nederland, waar hij een relatie krijgt met Terra Bloem. In zijn eigen land heeft Sylvester van zijn vader geleerd dat buitenlanders en niet-blanken minderwaardige mensen zijn, maar hij trekt zich daar niets van aan. Sylvester wil niet dat zijn vader achter zijn relatie met Terra komt en liegt tegenover hem.
Een paar dagen later komt Arie Koetsier naar Nederland om zijn zoons geliefde te ontmoeten. Sylvester doet het voorkomen alsof Cleo de Wolf degene is met wie hij een relatie heeft. Op dat moment is Arie tevreden over zijn zoon. Hij wil weer teruggaan naar Zuid-Afrika, als hij Sylvester ziet zoenen met Terra. Arie Koetsier besluit hierop dat zijn zoon met hem mee terug moet. Sylvester weigert met zijn vader mee te gaan.
Arie Koetsier bedenkt samen met zijn vrienden een plan. In De Koning komt Sylvester zijn vader weer tegen, die nu doet alsof hij hun relatie alsnog accepteert. Arie beweert een verrassing voor zijn zoon en Terra te hebben. Hij neemt ze mee naar een loods, waar hij zijn zoon vastbindt en Terra dwingt om zich publiekelijk uit te kleden. Terra raakt  zwaar getraumatiseerd, en Sylvester besluit voorgoed met zijn vader te breken. Arie vertrekt in zijn eentje weer naar Zuid-Afrika.

## Chris Poelman
Chris Poelman is een jeugdcrimineel. Hij komt voor het eerst in beeld samen met Benjamin Borges die op dat moment zijn vriend is. Chris en Benjamin beginnen samen een illegaal handeltje om snel geld te kunnen verdienen. Ze organiseren op het internet een gokspel en gaan steeds hogerop waardoor ze steeds meer geld gaan verdienen. Ook installeert Chris een camera in het huis van Laura en die daar net een loungeclub organiseert. Mensen moet betalen voor de beelden en daardoor verdienen Chris en Benjamin hun geld.
Chris spreekt vaak met zijn vrienden af in Café de Koning, waar onder anderen Rik de Jong werkt. Vaak gedragen ze zich luidruchtig waardoor Rik ze meteen het café uitgooit. Als Chris en zijn vrienden weer nogmaals terugkeren, ontmoet hij Charlie en is ze meteen direct verliefd op hem. Rik doet tegenover Charlie een stevig boekje open over Chris, maar Charlie blijft gewoon met Chris omgaan. Charlie en Chris belanden samen in bed waarbij ineens het condoom van Chris scheurt. Charlie is bang dat ze nu zwanger is geraakt.
Benjamin ziet inmiddels in dat Chris geen lieverdje is en keert zich snel tegen hem. Chris laat toch iedere keer zijn neus zien in de Koning en dan begint Govert Harmsen zich ermee te bemoeien. Chris laat zich echter niet de les lezen en slaat Harmsen genadeloos in elkaar. Harmsen is er ernstig aan toe en moet naar het ziekenhuis worden vervoerd. Charlie eist dat Chris zijn excuses gaat maken aan meneer Harmsen. Samen gaan ze naar het ziekenhuis, maar in plaats van excuses aan te bieden praat Chris zijn eigen daad goed.
Chris vraagt aan Charlie of het waar is dat ze zwanger van hem is, maar Charlie zegt dat ze Chris nooit meer wil zien. Ze laat de foetus aborteren. Chris gaat nog enige tijd door met Charlie te stalken, totdat Jef hem hardhandig de wacht aanzegt.
Nadat Harmsen het ziekenhuis heeft verlaten, kan hij niet geloven waarom Chris nog steeds vrij rondloopt, maar toch probeert hij dit te accepteren. Hij loopt nu voortdurend rond met een pistool om zichzelf in geval van nood te verdedigen. Als Harmsen Chris op een dag toevallig tegenkomt in het park escaleert de situatie, waarna Govert zichzelf niet meer in de hand heeft en Chris neerschiet. Chris wordt met lichte verwondingen naar het ziekenhuis gebracht.
In de rechtszaal wordt Govert Harmsen geheel vrijgesproken; gezien de situatie inclusief de hele voorgeschiedenis acht de rechtbank hem niet voldoende toerekeningsvatbaar. Na de zitting is Chris voor het laatst te zien in Meerdijk.

## Gladys Bloem
Gladys Bloem komt naar Meerdijk, omdat haar zusje Terra hier ook woont. Zo gaat Gladys vaak uit met Terra en is ze getuige op haar huwelijk. Ze gaat een kamer huren boven De Koning en valt voor Rik de Jong. Rik en Gladys krijgen een relatie, maar Riks zoon Job Zonneveld heeft een zwak voor Gladys. Gladys en Job worden goede vrienden en Job gaat Gladys zelfs leuker vinden. Als Rik in Nepal zit, biedt Gladys Job een vriendendienst aan. Job krijgt namelijk de bh van zijn toenmalige vriendinnetje Nikki niet los. Gladys biedt hem aan bij haar te oefenen, wat uitloopt op een onenightstand.
Dan begint er een moeilijke tijd voor Gladys. Ze vindt op een dag haar zus midden in de kamer in een plas bloed, Terra heeft uit liefdesverdriet haar polsen doorgesneden. Gladys was op er tijd bij en helpt Terra er weer bovenop te komen. Daarna gaat Gladys voor een oogontsteking naar de dokter toe, maar dokter Gijs gaf de verkeerde medicijnen met als gevolg dat ze direct naar het ziekenhuis moest. Gladys liep drie weken met pleisters op haar ogen en er werd gevreesd dat ze blind zou worden, wat uiteindelijk niet gebeurt. Ondertussen zijn er vele spanningen tussen Rik en Anita, die inmiddels een affaire zijn begonnen, en dit heeft Gladys door. Wanneer Gladys toch weer kan zien biecht Rik alles eerlijk op. Gladys is woest op Anita en neemt haar veel kwalijk.
Gladys besluit dan om een baantje te zoeken dat aansluit bij haar opleiding en hobby. Ze gaat aan de slag voor Marcus Sanders en de twee belanden meerdere keren bij elkaar in bed. Hoewel Gladys meer wil zit er echter niet mee in. Gladys is teleurgesteld, maar wanneer ze de keus krijgt om een fantastische opleiding te gaan volgen in New York grijpt ze deze kans met beide handen aan.

## David Thornton
David Thornton is in het verleden een aantal jaar getrouwd geweest met Barbara Fischer, met wie hij dochter Charlotte en zoon Morris kreeg. Later blijkt dat Charlotte voortgekomen is uit een onenightstand tussen David en Valerie Fischer. De moeder van Barbara en Valerie, die ook Charlotte heet, wilde dat Barbara voor Charlotte ging zorgen en haar als eigen dochter zou opvoeden. Valerie was destijds nog erg jong om een dochter op te kunnen voeden.
Barbara en David hebben in het verleden het nodige meegemaakt, zo heeft Barbara een abortus ondergaan op aandringen van David. Daarnaast had David moeite om het bij één vrouw te houden. Barbara besloot van hem te scheiden toen bleek dat Davids naaste collega zwanger van hem was en dat ze samen het kindje wilden gaan opvoeden. David liet haar en de kinderen alleen achter en kreeg samen met zijn collega een zoontje, Max.
Jaren later komt David tot het besef dat hij alsnog een gezinsleven wil met Barbara. Hij reist af naar Meerdijk, waar hij het hart van Barbara terug tracht te winnen. Barbara heeft op dat moment een relatie met Jef Alberts. David probeert eerst Charlie aan zijn kant te krijgen. David wordt eerst door haar weggestuurd, maar dan lukt het hem toch toenadering te krijgen. Charlie weet niet hoe ze moet reageren als haar vader beweert zijn jachtige bestaan achter zich te hebben gelaten. David wil graag ook het contact met  Morris verbeteren. Charlie neemt Isabella Kortenaer in vertrouwen en zwijgt tegenover Barbara over het hernieuwde contact. David geeft Charlie een foto van hemzelf.
Barbara vindt een foto van David in Charlies agenda. Ze vindt het idee dat David weer contact zoekt met Charlie en Morris ondraaglijk en gaat de confrontatie met hem aan. Jef maakt David duidelijk dat Charlie en Morris hem niet meer nodig hebben. Charlie wil wel graag het contact met haar biologische vader verbeteren. David heeft echter besloten uit Meerdijk te vertrekken.
Charlie regelt een confrontatie tussen David en Barbara. Ze eist dat Barbara David accepteert. Barbara zwicht voor de wens van haar dochter en hervat het contact met haar ex-man. David komt steeds dichter in de buurt van zijn doel, het terugwinnen van Barbara. Hij probeert Charlie te bewerken om het gezin weer te herenigen en Jef buitenspel te zetten. Barbara begint weer gevoelens te koesteren voor David en het komt uiteindelijk zover dat ze haar relatie met Jef beëindigt. David en Barbara hebben vergevorderde plannen om een huis te kopen. Als Barbara en Charlie onverwacht gaan kijken, betrappen ze David tijdens een vrijpartij met de makelaarster. Barbara trekt haar conclusies en kan het niet verdragen dat ze er weer in is getrapt. 
Charlie en Morris weten niet wat ze met hun vader aan moeten vangen. David vertrekt met de noorderzon. Jaren later blijkt hij te zijn bezweken aan alcoholisme.

## Hennie Harmsen
Hendrika "Hennie" Johanna Wilhelmina Bolmans wordt door Laura Selmhorst in contact gebracht met Govert Harmsen. Govert vindt Hennie echter te dominant en trekt in plaats daarvan naar Hennies zus Elsbeth. Govert wordt verliefd op laatstgenoemde, maar Elsbeth weet niet hoe ze hierop moet reageren en vertrekt naar het zuiden van Spanje.
Hennie en Govert groeien vervolgens toch snel naar elkaar toe, waarna ze snel gaan samenwonen. Hennie heeft haar eigen regels bedacht voor meneer Harmsen, waardoor hij geen borreltjes meer mag drinken van haar. Ook stuurt Hennie Benjamin het huis uit zonder een redenen en dit staat Govert niet aan. Hierdoor wijst Govert Hennie de deur en wil hij niets meer met haar te maken hebben.
Toch, na een aantal maanden ontmoeten ze elkaar opnieuw in de supermarkt. Govert ziet dat Hennie van gedrag is veranderd en kan het bijna niet geloven. Hennie en Govert besluiten steeds vaker af te spreken, waardoor ze weer naar elkaar groeien. Ze krijgen samen weer een relatie en spreken een aantal dingen af. Na een langere tijd stelt Rik voor aan Govert om Hennie om haar hand te vragen. Govert vindt dit geen goed plan, waardoor Hennie er zelf achter komt wanneer ze de ring ziet die Rik voor Govert heeft gekocht. Govert kan er niet onderuit en vraagt Hennie ten huwelijk.
Op Valentijnsdag komt Govert Hennie ophalen met een motor met een zijspan en beloven ze elkaar eeuwig trouw te blijven. Na een aantal weken raakt Hennie ongeneeslijk ziek. Ze gaat snel achteruit en wanneer haar einde nadert komt haar zus Elsbeth nog terug om van haar zus afscheid te nemen. In het bijzijn van Govert overlijdt Hennie in zijn huis.
Op 26 januari 2006 verscheen Hennie nog een keer in een droom van Govert.

## Elsbeth Bolmans
Elsbeth Bolmans is de zus van Hennie Bolmans. Wanneer Govert Harmsen door Laura Selmhorst in contact wordt gebracht met Hennie, vindt hij Hennie niet zijn type maar hij valt wel op Hennies zus. Govert wil graag een relatie met Elsbeth aangaan, maar Elsbeth houdt sterk de boot af. Nadat Govert Elsbeth om een liefdesverklaring vroeg, vertrok Elsbeth naar het zuiden van Spanje.
Een paar maanden later, nadat Elsbeth hoort dat haar zus Hennie op sterven ligt, komt ze direct terug naar Meerdijk. Elsbeth wil weten waarom Govert nu wel voor Hennie had gekozen en ze krijgt ook te horen dat Govert haar ten huwelijk had gevraagd. In het bijzijn van Govert en andere omstaanders overlijdt Hennie in het huis van Govert Harmsen. Nadat Hennie is begraven vertrekt Elsbeth ook weer terug naar Spanje.

## Sebastiaan de Ridder
Sebastiaan de Ridder komt eerst in beeld als de buurman van Janine Elschot als die verhuist naar een nieuw appartement. Sebastiaan en Janine maken kennis en meteen heeft Janine een oogje op hem. Hij biedt Janine aan om haar appartement te verven en Janine vertelt dat ze kinderen heeft. Sebastiaan is dol op kinderen en ze beginnen samen een relatie. Meike Griffioen vindt het maar al te best dat Janine een relatie heeft met Sebastiaan, zodat ze niet meer onzeker hoeft te zijn dat Ludo Janine terug wil of andersom.
Sebastiaan is als misdaadjournalist bezig een boek te schrijven over witwaspraktijken in de kunstwereld. Hij heeft dan Ludo op het oog als verdachte. Sebastiaan komt erachter dat Ludo jarenlange zakenrelatie heeft met een witwascrimineel. Sebastiaan interviewt ook Stefano Sanders, die er totaal geen moeite mee heeft om belastende onthullingen over Ludo te doen. Als Sebastiaan een afspraak heeft buiten de deur, neemt hij per ongeluk Janines laptop mee in plaats van zijn eigen. Janine snuffelt dan rond in de computer van Sebastiaan en ziet daar het interview van Stefano.
Sebastiaan en Janine zijn dolgelukkig, maar niet voor lang; Ludo gaat zich met hun relatie bemoeien en begint Sebastiaan te bedreigen. Sebastiaan komt er ook achter dat Ludo de ontvoering van Meike en Lucas in scène heeft gezet. Ludo ontdekt dat Sebastiaan te veel informatie weet en dus ontvoert hij hem naar zijn werkkamer. Ludo zet Sebastiaan onder druk; hij moet een brief aan Janine schrijven waarin staat dat hij niet verder wil met hun relatie. Sebastiaan vertrekt hierna voorgoed uit Meerdijk.

## Gwen Faber
Gwen Faber komt in beeld als verpleegster in het ziekenhuis van Meerdijk. Gwen leert Marcus kennen in het ziekenhuis en ze krijgen dan een verhouding. Marcus heeft al een relatie met Marije, maar hij vindt Gwen leuker en kiest daarom voor haar.
Wanneer de vader van Marcus en Ludo, Maximiliaan, overlijdt, laat hij hun de opdracht na om met een vrouw te trouwen en daarmee en kind krijgen. Pas wanneer dit lukt, krijgen Ludo en Marcus de erfenis van hun overleden vader. Marcus dacht een geschikte kandidaat gevonden te hebben, Marije, maar wil het dan liever doen met Gwen.
Nadat Nina weer naar huis mag van het ziekenhuis, wordt ze 24 uur per dag verzorgd door Gwen. In eerste instantie doen Marcus en Gwen het stiekem, zodat Marije hier niet achter komt. Marije betrapt Marcus al twee keer en hierdoor denkt Marije dat hij niet meer op haar verliefd is. Na een tijdje raakt Gwen zwanger van Marcus en dat komt hem wel goed uit.
De liefde tussen hen raakt snel bekoeld als Gwen te horen krijgt dat Marcus een opdracht moet uitvoeren voor zijn overleden vader. Gwen kan pas met Marcus trouwen als ze gescheiden is van haar ex-man. De opdracht lijkt te mislukken totdat Marcus het idee krijgt om te gaan trouwen in Andorra. Een oude vlam van Marcus, Cerille, duikt namelijk op en blijkt zwanger. Marcus besluit om geld voor te laten gaan op liefde en kiest ervoor om met Cerille te trouwen.
Gwen is er erg kapot van dat Marcus niet voor haar maar voor Cerille kiest. Op de bruiloft is Gwen aanwezig en weet ze diep vanbinnen dat Marcus wel van haar houdt. Na de bruiloft pakt Gwen haar koffers en verlaat ze Meerdijk. Marcus is als een gek op zoek naar Gwen en vindt haar uiteindelijk. Ze is van plan om voorgoed uit het leven van Marcus te verdwijnen en vertelt erbij dat het definitief uit is tussen hen. Ze besluit ook om het kind weg te laten halen. Verdrietig verlaat Gwen Meerdijk voorgoed en ze hebben sindsdien nooit meer contact gehad.

## Robin Visser
Robin Visser is de verstandelijk beperkte halfbroer van Benjamin Borges. Eerst wil Benjamin niets met Robin te maken hebben, maar gaandeweg krijgen de twee een steeds sterkere band, onder meer dankzij de bemiddeling van Govert Harmsen. Later brengt Robin de ex-vriendin van Benjamin, Pascale Berings, om het leven. Wanneer Benjamin tijdens een brand in Scala om het leven komt blijkt Robin de eigenschap te hebben dat hij Benjamin als geest nog kan zien. Al eerder kreeg hij ook al visioenen dat Benjamin nog leefde, toen hij met Ray opgesloten zat in een grot.

## Sophia Sanders
Sophia Eijsink (voorheen Sanders) is de eerste vrouw van Ludo Sanders. Ze is ook de moeder van Nick Sanders.
Wanneer Ludo in de jaren 70 kunstgeschiedenis studeert in Florence, komt hij Sophia tegen. Korte tijd later trouwt hij met haar en ze krijgen een zoon, Stefano. Wat Ludo echter niet weet, is dat zijn eigen vader Maximiliaan de echte vader van Stefano is. Korte tijd later wordt er – naar het schijnt door de maffia, maar naar later blijkt in werkelijkheid door Ludo's vader – een aanslag op Ludo, Sophia en Stefano gepleegd, die ze weliswaar alle drie overleven, maar waarbij ze lange tijd (circa 20 jaar) van elkaar denken dat ze het als enige overleefd hebben. Pas in in 2002 blijkt dat niet alleen Stefano maar ook Sophia de aanslag overleefd heeft en dat Sophia al die jaren door Maximiliaan verborgen is gehouden. Bij de begrafenis van Maximiliaan, waarbij de hele familie Sanders aanwezig is, staat zij opeens ook bij het graf. Ludo en Sophia herkennen elkaar en krijgen opnieuw een kortstondige relatie. Sophia koestert vervolgens een enorme wrok tegen haar look-a-like Janine Elschot, de nieuwe partner van Ludo van wie hij inmiddels ook een dochter heeft, Nina. Sophia besluit Janine te vermoorden door haar op de dag van het huwelijk tussen Janine en Ludo bewusteloos te slaan en levend te begraven. Vervolgens neemt ze Janines plaats in door middel van kleurlenzen en een pruik en trouwt "officieel" met Ludo, maar de begraven Janine wordt ontdekt door Nina. Een dag later wordt Sophia ingerekend.
Iets meer dan een jaar later staat Nick van der Heyde bij Ludo op de stoep, die beweert dat hij de zoon van Ludo en Sophia is. Ludo gelooft dit niet omdat Sophia een jaar eerder niets heeft verteld, maar besluit toch op onderzoek uit te gaan. Ludo neemt contact op met Sophia, die echter wijselijk haar mond houdt. Een dag later besluit Sophia om Ludo toch op te bellen en het hele verhaal op te biechten. Sophia was tijdens de auto-explosie zwanger, maar kon door de intense verdriet niet groot houden om de baby alleen op te voeden en besloot Nick ter adoptie af te staan aan haar nicht Ella van der Heyde.
Terwijl Ludo geschrokken naar het verhaal luistert, valt Sophia aan de andere kant van de lijn steeds verder weg; ze heeft zichzelf even tevoren in haar polsen gesneden en overlijdt.

## Roxy Belinfante
Roxy Belinfante (pseudoniem van Eline Hartevelt) komt in eerste instantie naar Meerdijk om Marcus te helpen bij diens bedrijf. Wat Marcus echter niet weet is dat Roxy door Ludo is gestuurd. Roxy moet van Ludo Marcus' bedrijf op Ludo's naam zetten, maar wat Ludo niet weet is dat Roxy het bedrijf op haar eigen naam wil zetten. Roxy blijkt namelijk de zus te zijn van Floor Hartevelt, die een voormalige PA van Ludo was. Floor kwam echter vanwege Ludo's witwaspraktijken in de gevangenis terecht en pleegde hier zelfmoord. Roxy weet het bedrijf op haar naam te zetten en is ondertussen verliefd geworden op Stefano Sanders. Roxy en Stefano beginnen een relatie tot Ludo's ongenoegen en probeert de twee meerdere keren uit elkaar te halen.
Stefano en Roxy hebben zelfs trouwplannen, maar het loopt allemaal uit de hand als Stefano te achterdochtig wordt. Stefano wil graag weten waar Roxy mee bezig is. Als Roxy alles opbiecht, verbreekt Stefano de verloving. Hij vertrouwt haar niet en wil niet mede in een vete tussen Ludo en Roxy zitten.
Later ontdekt Roxy dat Ludo niet schuldig is aan de dood van haar zus. Roxy begint begrip te krijgen voor Ludo en krijgt zelfs gevoelens voor hem. Ludo en Roxy beginnen een affaire, maar voor Ludo is het allemaal een grap. De twee besluiten korte tijd zelfs samen te gaan werken en wanneer Roxy denkt een samenwerkingscontract te tekenen ondertekent ze echter dat ze haar bedrijf overdraagt aan Ludo. Roxy is pisnijdig en bedreigt Ludo met een pistool. Ludo weet haar te overmeesteren, maar Roxy weet toch weg te komen. Roxy spuit uiteindelijk chloor in de ogen van Ludo, die hierdoor tijdelijk blind wordt. Uiteindelijk wordt Roxy opgepakt en belandt ze in de gevangenis.

## Pascale Berings
Pascale Berings woont in Meerdijk en is al jaren samen met haar jeugdliefde Ray Groenoord. Pascale wordt echter door hem mishandeld waardoor ze regelmatig met blauwe plekken op haar werk komt. Benjamin Borges ziet de blauwe plekken en bied Pascale een helpende hand aan. Pascale verbreekt hierop haar relatie met Ray.
Hoewel Pascale het er erg moeilijk mee heeft is Benjamin er gelukkig voor haar om haar op te vangen. De twee beginnen een relatie en gaat samen op vakantie naar Egypte. Hun vakantie eindigt uiteindelijk in een nachtmerrie als ook Ray naar Egypte is gekomen. Benjamin en Ray vallen samen in een ravijn en iedereen is ervan overtuigd dat beide heren dood zijn. Pascale keert alleen terug naar Meerdijk. Maar tot grote verbazing van iedereen lijkt Pascale niet te rouwen om de dood van Ray of Benjamin. Pascale blijkt te genieten van haar vrije leven: zo beleeft ze een onenightstand met de oudere Robert Alberts, begint een korte affaire met Yasmin Fuentes en wil samen met Yasmin een triootje met Morris Fischer. Als dan uiteindelijk Benjamin en Ray zijn gevonden weet Pascale niet hoe ze zich tegenover Benjamin moet gedragen. De twee hebben moeite om samen hun oude leven weer op te pakken en als Pascale opbiecht wat ze in de tussentijd heeft gedaan is Benjamin erg boos. Echter verbreekt Pascale later de relatie, omdat zij verliefd is geworden op Dennis Alberts. De verliefdheid is niet wederzijds, maar dat maakt Pascale niets uit. Pascale blijft dicht in de buurt bij Dennis, want Dennis heeft namelijk een rechtszaak aangespannen tegen Laura Selmhorst om de voogdij over Sil Selmhorst. Dennis en Pascale doen alsof ze een relatie hebben, zodat Dennis sterker staat. Dan slaat de vonk opeens over en de twee zijn tot over hun oren verliefd. Dennis vraagt Pascale ten huwelijk en ze zegt volmondig: "Ja". Kort hierna wordt Pascale dood gevonden, ze blijkt te zijn vermoord.
Er zijn vele verdachten waaronder Benjamin, Laura en Ray. Laura is de hoofdverdachte en hoort een gevangenisstraf tegen zich eisen. De dader blijkt Robin, het verstandelijk beperkte broertje van Benjamin. Hij sloeg Pascale op haar hoofd met een stofzuiger. Robin was namelijk boos op Pascale, omdat zij het uit had gemaakt met Benjamin en hij niet kon aanzien hoe verdrietig Benjamin was.

## Tracey Gould
Tracey Gould en Morris Fischer leren elkaar kennen in Zuid-Afrika, waar ze dezelfde opleiding volgen. Morris weet Tracey met allerlei mooie praatjes om zijn pink te winden. Wanneer Morris met een gebroken been naar Meerdijk terugkeert, denkt hij af te zijn van Tracey, maar ze weet hem te traceren en vertrekt naar Meerdijk.
Eenmaal op de stoep bij de familie Fischer kondigt Tracey zich meteen aan als de verloofde van Morris. Omdat behalve Morris niemand in Meerdijk van Traceys bestaan af weet, wordt ze door iedereen uitgelachen. Morris beseft dat al zijn leugens nu uit dreigen te komen en is ook bang dat zijn schuldeiser nu weet waar hij zit. Tracey blijft zich hierna aan Morris opdringen. Om te voorkomen dat zijn eigen leugens uitkomen, vertelt Morris aan zijn omgeving dat Tracey geestesziek is. Milan Alberts heeft argwaan en gaat op onderzoek uit. Als Milan erachter komt waar Morris onder andere over liegt, vertelt hij dit op zijn beurt aan Tracey. Die vindt het eigenlijk niet erg, ze denkt dat Morris nog steeds veel om haar geeft. De werkelijkheid is dat Morris Tracey niet durft te dumpen, bang als hij is dat Tracey dan uit wraak aan Morris' schuldeiser in Zuid-Afrika zal vertellen waar hij zit.
Tracey is ondertussen erg enthousiast over haar aanstaande huwelijk. Dan besluit Morris weer een smoes te verzinnen, waardoor hij niet terug naar Zuid-Afrika hoeft. Tracey is teleurgesteld in Morris, maar ze besluit toch bij hem te blijven. Als Morris' schuldeiser voor de stoep staat, beseft Morris dat hij niets meer heeft te verliezen en hij dumpt Tracey alsnog. Tracey besluit hierop weer terug te keren naar Zuid-Afrika.
Enkele weken later keert Tracey echter weer terug naar Meerdijk, deze keer voor haar nichtje Sjors Langeveld op wie Morris verliefd is. Morris is niet blij dat Tracey haar verleden deelt met Sjors. Tracey probeert nu Milan voor zich te winnen, maar die moet niets van Tracey hebben. Hier komt ook nog bij dat Milan het vriendje is van Morris' zus Charlie. Tracey besluit het op haar eigen manier te spelen door in Scala te gaan wonen, waar Milan ook woont. Echter weet Charlie op haar beurt niets van het hele gedoe en bespreekt haar relatieproblemen met Tracey. Wanneer de relatie tussen Milan en Charlie verslechtert, maakt Tracey hier gebruik van en zoent met Milan. Later biecht ze dit op tegenover Charlie, die woedend wordt.
Tracey besluit hierna uit Scala te vertrekken en mag dan bij Yasmin Fuentes komen wonen. Yasmin woont namelijk tijdelijk alleen, omdat Govert Harmsen in Australië zit. Wanneer Tracey het huisje van Harmsen wil gaan verbouwen, komt Harmsen net op tijd terug om de verbouwing tegen te gaan. Harmsen heeft dan al meteen een slecht beeld van Tracey. Als Tracey uiteindelijk genoeg heeft van Govert, besluit zij weer te gaan verhuizen. Bij haar vertrek blijkt ze met Harmsen een passie voor reizen te delen. Ze besluiten om samen een boek te schrijven over Harmsens reisavonturen. Tracey en Govert krijgen een baan als columnisten om Goverts reisverhalen te vertellen in de N.O.W., het blad van Janine Elschot. Govert wordt naarmate het artikel dichterbij komt steeds minder enthousiast en bekent aan Tracey dat hij het grootste deel van de verhalen verzonnen heeft. Tracey vindt dit geen probleem. Govert en Tracey gaan steeds dieper met hun leugens en vervalsen zelfs enkele foto's.
Wanneer een uitgever de verhalen wil gaan uitgeven in boekvorm, vinden ze dit prima. Als de uitgever er vervolgens achter komt dat de verhalen zijn verzonnen, wil hij niet met de twee in zee en hij eist ook zijn voorschot terug. Echter hebben Govert en Tracey hun voorschot er al ongeveer doorheen gejast, maar ze krijgen gelukkig hulp van Janine. Zij weet een andere uitgever te vinden die de verhalen wel als fictie wil uitgeven. Als Tracey dan een aanbod krijgt om reisverhalen te gaan maken, moet ze zo snel mogelijk op reis. Ze vertrekt definitief uit Meerdijk.

## Suzanne Jacobs
Suzanne Jacobs komt naar Meerdijk als PA van Carel Kortenaer, de eigenaar van de Rosegarden-keten waaronder Hotel De Rozenboom valt. Suzanne heeft een tijdlang voor Amy Kortenaer, de dochter van Isabella Kortenaer en Ludo Sanders gezorgd, omdat Isabella niet mocht weten dat Amy nog leefde en Isabella zo in de kliniek kon blijven. Suzanne wilde Amy bij haar moeder laten opgroeien en dus zijn ze teruggekeerd. 
Als Ludo vanwege een zakelijke deal wraak wil op Carel en op zijn eeuwige rivale Martine Hafkamp, chanteert hij Suzanne met haar prostitutieverleden. Zo lukt het hem om de dood van Carel in Martines schoenen te schuiven, terwijl Carel in werkelijkheid euthanasie pleegde. Daarna wilde Suzanne Amy steeds meer kennis laten maken met haar eigenlijke moeder. Als Isabella Amy uiteindelijk heeft, denken ze dat alles goed komt. Dan komen ze erachter dat Ludo achter zijn dochter Amy aanzit. Eerst wordt Amy ontvoerd door de oude pooier van Suzanne, maar Suzanne slaat hem neer en vlucht met de baby.
Om te bewijzen dat Ludo gevaarlijk is, laat Suzanne de afscheidsbrief van Carel aan haar lezen. Isabella krijgt hierdoor een plan om voorgoed van Ludo af te komen en Suzanne helpt haar daarbij. Isabella rent onder het oog van Ludo met een pop die Amy moet voorstellen een gebouw in dat op het punt staat opgeblazen te worden. Als het gebouw is ingestort, denkt iedereen dat Isabella en Amy dood zijn. Isabella ontsnapt echter samen met Suzanne en Amy in een auto en ze verlaten Meerdijk.

## Guus Tuinman
Guus Tuinman is de eigenaar van een reisbureau.
Wanneer Dennis Alberts met hersenletsel uit het ziekenhuis wordt ontslagen, wil hij meer te weten komen over zijn verleden. Het duurt niet lang voordat Dennis zijn vader heeft opgespoord. Guus heeft een reisbureau. Hij weigert om met Dennis te praten. Guus wil hem zelfs niet meer vertellen over het verleden. Om het contact te verbeteren besluit Laura met Guus te gaan praten. Laura is gecharmeerd van Guus. Guus en Dennis leren elkaar beter kennen.
Laura en Guus gaan samen daten om elkaar beter te leren kennen. Guus heeft er in het begin moeite mee dat zijn zoon met Laura getrouwd is geweest, maar weet zich daar na een tijdje overheen te zetten. Laura en Guus ontdekken gelijkenissen. Allebei hebben ze een dochtertje verloren. Guus had samen met zijn vrouw Conny een dochter, Noémi, die aan een erfelijke ziekte leed. Conny is na de dood van Noémi ingestort en nooit meer de oude geworden. Nietsvermoedend komt Guus op een avond bij Laura en ziet de naam Alberts op een envelop staan. Hij vraagt Laura wat zij met de familie Alberts te maken heeft. Als Laura vertelt dat ze in het verleden getrouwd is geweest met een lid van deze familie, is de schok bij Guus groot.
Wanneer Guus een foto van Arnie onder ogen krijgt, is hij stomverbaasd. Laura wil weten wat er aan de hand is, maar Guus wil niets loslaten. Laura eist uitleg van hem. Guus bekent dat hij jaren geleden Arnie en Dennis heeft omgewisseld. De familie Tuinman leed aan een erfelijke ziekte en Guus wilde voorkomen dat zijn vrouw wéér een kind moest verliezen. Hij verwisselde daarom in het ziekenhuis twee baby's. Laura eist van Guus dat hij blijft zwijgen en wil dat hij vertrekt.

## Hans van Houten
Hans van Houten wordt geboren uit een onenightstand tussen Augusta van Houten en de beruchte zakenman Herman Hogendoorn. Hogendoorn nam geen verantwoordelijkheid voor Hans en tweelingbroer Frits. Augusta was een strenge vrouw en zette Hans psychisch onder druk. Frits was daar niet gevoelig voor. De familie Van Houten is al jarenlang aanhanger van het nationaalsocialisme. Wanneer hij oud genoeg is, verlaat Frits het ouderlijk huis. Hans heeft het moeilijk bij zijn moeder.
In 1995 wil Hans zich wreken voor het rotleven dat hij jarenlang bij zijn moeder heeft gehad. Hij bezoekt zijn broer Frits in Meerdijk en gooit een televisie in Frits' bad, waarop Frits wordt geëlektrocuteerd. Augusta en Hans laten Frits' minnares en tevens secretaresse Hannie van der Kroeft voor de moord opdraaien. In de gevangenis bevalt zij van dochter Wiet. Augusta laat haar adopteren door haar dochter Geesje Terlake-van Houten.
De familie Van Houten was in de Tweede Wereldoorlog aanhanger van het nationaalsocialisme. De familie van Augusta heeft in de Tweede Wereldoorlog veel geld verdiend. De familie heeft hun bezittingen opgeslagen in een kluis in Wales. Om die kluis te openen zijn er twee amuletten nodig die samen de sleutel tot de schat vormen. Augusta heeft jarenlang de ene amulet gehad. Het andere gedeelte was spoorloos. Frits vond deze tweede amulet vlak voor zijn dood. Augusta was hiervan op de hoogte, maar Frits wilde de amulet niet afstaan. Hans werd naar Nederland gestuurd om te bemiddelen, maar bereikte niet het doel dat hij voor ogen had waarop hij besloot om Frits om te brengen. De amulet wordt nooit gevonden.
Frits' vrouw Dian Alberts was op de hoogte van de amuletten en wil dat de amuletten samen worden gevoegd. Ze start samen met Jack en Sjors een onderzoek. Op een gegeven moment merken Hans en Augusta waar Dian mee bezig is. Augusta, die nog steeds de ene amulet in handen heeft, wil gebruikmaken van Dian. Als Dian de amulet vindt, slaan zij toe. Dan kunnen zij de amulet herenigen en er met het geld vandoor gaan. Hans gaat naar Meerdijk en doet zich voor als Frits. Sjors, Jack en zelfs Dian geloven zijn verhaal. Hans is onder de indruk van Dian. Beiden krijgen een relatie. Tijdens een vrijpartij ontdekt Dian iets op het lichaam van Hans wat Frits niet had. Dian begint sceptisch te worden.
Augusta begint Hans te wantrouwen als de relatie met Sjors steeds beter wordt. Ze besluit het op eigen houtje te gaan doen. Hans weigert Sjors en Jack van het leven te beroven als ze de amulet hebben gevonden. Dians vermoedens blijken gegrond. Jack en Sjors ontdekken een cryo, waar Frits opgebaard ligt. Frits heeft in zijn testament op laten nemen dat hij ingevroren wilde worden. Hij hoopte dat de wetenschap zo ver zou komen dat hij weer tot leven zou kunnen worden gebracht. Op zijn buik ligt de amulet. Om die in handen te kunnen krijgen, moet de koeling worden stopgezet.
Met de vondst van Frits wordt het dubbelspel van Hans ontdekt. Hans erkent tegenover Sjors en Jack dat hij hun oom is. 
Hans wordt gearresteerd voor de moord op zijn broer. Bij de herbegrafenis van Frits mag Hans nog onder begeleiding van de politie op de begrafenis aanwezig zijn. 
In 2016 komt Hans nog eenmalig in beeld in de Meerdijk-app, wanneer Wiet wordt gestalkt. Rechercheur Alex vraagt aan Hans of hij een vermoeden heeft wie dit kan zijn. Hans heeft geen idee, maar spoort Alex aan dat Martine Hafkamp nooit is gevonden en dat ze daar eens achteraan moeten gaan. 

## Augusta van Houten
Augusta van Houten is de moeder van Hans en Frits van Houten. Ze is een vrouw die gelooft in nazi's, net als haar voorvaders. Als haar zoon Frits wordt vermoord door haar andere zoon Hans laten ze Hannie voor de moord opdraaien. Jaren na de dood van Frits komt ze met Hans terug naar Meerdijk. Ze ontvoert Sjors in Wales en eist de amulet van Jack in ruil voor Sjors. Uiteindelijk vinden ze een sleutel in de vorm van het IJzeren Kruis, die leidt naar een schat. Augusta overlijdt in Wales, doordat ze in een diepe put valt.

## Valentijn Sanders
Valentijn Sanders is de zoon van Nick Sanders en Charlie Fischer. De jaloerse ex-vriendin van Nick, Lieve Schutter, ontvoert Nick en doet zich voor als kraamverzorgster en wordt aangenomen door een nietsvermoedende Charlie. Lieve verwisselt Valentijn met een andere baby, Mathieu, en gaat er zelf met Valentijn vandoor. In eerste instantie heeft niemand door dat het een andere baby is, maar als de waarheid aan het licht komt, besluit Charlie Mathieu terug naar zijn echte ouders te brengen. Inmiddels is ze alweer helemaal gehecht aan de échte Valentijn. Ze begint een relatie met Jack van Houten. Omdat ze niets meer met zijn vader Nick te maken wil hebben, heeft ze echter gezegd dat Valentijn is omgekomen bij een auto-ongeluk en dat haar zoontje een adoptiekind is, dat Jack uit Amerika heeft laten overkomen. Ze geeft hem de naam JJ, de afkorting van Jack jr.
Als Jack en Charlie op vakantie naar Turkije gaan, laat Charlie JJ vallen op een boot. In eerste instantie lijkt er niets aan de hand. Eenmaal weer in Nederland laat Charlie hem toch nakijken bij dr. Martijn Huygens, omdat JJ heel veel huilt. Volgens hem heeft JJ een ernstige bloeduitstorting door de val in Turkije. Als ze niet heel gauw een bloeddonor zouden vinden, zou hij komen te overlijden. Dit blijkt echter problematisch, doordat JJ een zeldzame bloedgroep heeft. Wanneer Charlie ontdekt dat Nick de benodigde bloedgroep heeft, vraagt ze hem bloed te doneren. In eerste instantie wil hij daar niets van weten. Ten einde raad besluit Charlie uiteindelijk te vertellen dat JJ eigenlijk Valentijn is, en daarmee Nicks biologische zoon. Dat verandert de zaak voor Nick; zo komt het toch allemaal nog goed. JJ gaat vervolgens weer door het leven als Valentijn.
In 2012 komen zijn ouders weer bij elkaar en verhuizen ze samen met Valentijn naar het buitenland. Een paar maanden later lijkt Nick te zijn omgekomen in een explosie in de stallen bij huize Sanders. In werkelijkheid vlucht hij onder een andere naam, omdat Ludo erachter is gekomen dat Nick Janine heeft geprobeerd te vermoorden.
Eind 2014 keert Valentijn weer terug, in een ware strijd tussen zijn vader Nick en zijn opa Ludo. Ludo probeert nu zijn kleinzoon in te zetten. Valentijn is te zien op een filmpje, spelend in Curaçao. Ook Maxime probeert via Valentijn Nick onder druk te zetten.
In 2019 introduceert GTST iets nieuws, een verhaallijn binnen Instagram Stories. Hierin maakt Valentijn op 29 april zijn comeback; nu gespeeld door Vincent Visser en geflankeerd door Lana en Lucas. Bij zijn terugkeer in Meerdijk vormt Valentijn het vlogteam De Grapjassen met Rover, Kimberly en JoJo die hij probeert te versieren nadat het uitging met Lana. Als er bij JoJo diabetes type 1 wordt vastgesteld komen de Grapjassen op het idee om een benefietconcert te organiseren. Alle opbrengsten gaan naar het diabetesonderzoek, maar nog voordat het concert plaatsvindt blijkt Valentijn een deel van het geld in eigen zak te steken waardoor hij het vertrouwen van zijn mede-Grapjassen verliest. Ludo, inmiddels gescheiden van Janine, betaalt Valentijns schulden en neemt hem in huis. Tijdens een bezoek aan het Rijksmuseum raakt Valentijn in kunst geïnteresseerd, en besluit hij daadwerkelijk de studie kunstgeschiedenis te gaan volgen. 
Ondertussen is Valentijn nog steeds verliefd op Lana, maar hij heeft concurrentie van Bobby Zwanenberg, de verweesde zoon van de man die Lana's stiefvader Amir Nazar het ziekenhuis in heeft geslagen. Bobby blijkt een door het straatleven gevormde crimineel te zijn, en neemt het Valentijn niet in dank af dat hij de politie heeft gebeld vanwege de pinpasroof in hotel de Rozenboom. Als Lana door Bobby in het ziekenhuis belandt lijkt ze voor Valentijn te kiezen, maar Bobby weet Lana toch weer voor zich te winnen en spreekt met haar in het geheim af. Valentijn weet niet beter dan dat Lana een soa heeft; ze ontwijkt hem en maakt het uit vlak voor ze op het punt staat om met Bobby weg te vluchten. Valentijn is diep teleurgesteld als blijkt dat Lana hem heeft gebruikt als dekmantel. 
Ondertussen is Valentijn aan zijn kunstopleiding begonnen; als hij op een dag een oud schilderij bij het grofvuil ontdekt blijkt het een vermogen waard te zijn. Ludo is de oorspronkelijke eigenaar van de Lord Kingsley en wil het laten restaureren. Henk Visser, de man die het schilderij weggooide, wil het teruggeven aan zijn familie; Valentijn laat het kopiëren door Amelie Hendrix en maakt er een vervalsing van door er een nagebootste handtekening op te zetten en die aan Henk te verkopen voor 2500 euro. Vervolgens biedt Henk biedt de Lord Kingsley aan op een verkoopsite om zijn dochter en schoonzoon uit de schulden te halen. Ludo gaat er zich mee bemoeien, en Valentijns naam wordt genoemd. Valentijn ontkent in eerste instantie alles, maar hij moet Henk alles terugbetalen en weer bij Ludo gaan wonen na diens hereniging met Janine. 
Valentijn maakt kennis met Richard van Nooten, een concurrent van Ludo die bijna met een ander schilderij (L'Absence) aan de haal was gegaan; hij accepteert het aanbod om voor Richard te komen werken na een vergeefse poging van Ludo om dit tegen te houden. Ze vieren dit met veel champagne en een mooie dame, Mimi genaamd, die Valentijn uitdaagt tot een joyride nadat Richard is afgehaakt en zijn autosleutels heeft achtergelaten. Het blijkt echter een test te zijn die Valentijn niet doorstaat; hij veroorzaakt een aanrijding. Mimi werkt voor Richard en heeft alles gefilmd; nu moet Valentijn binnen 24 uur de inloggegevens van Ludo's veilinghuis doorspelen, anders zit hij nog dieper in de problemen. Valentijn probeert te vluchten, en neemt een taxi naar het station; niet geheel toevallig komt Richard naast hem zitten om hem aan zijn opdracht te houden. Valentijn keert terug naar huis en probeert Ludo's vertrouwen te winnen door te doen alsof hij spijt heeft. Valentijn probeert de inlogcode van Amelie los te peuteren door haar onopgemerkt te filmen, maar Amelie vindt dat hij zich verdacht gedraagt en waarschuwt Ludo. Als Valentijn vervolgens inlogt blijkt het wachtwoord veranderd; Ludo deelt hem mede dat de samenwerking met Richard voorbij is. 
Valentijn trekt zich daar weinig van aan, maar Richard lokt hem opnieuw in de val door hem te drogeren en hem op te laten draaien voor het aanrijden van Amelie. Ludo bedenkt een plan waarbij Valentijn zichzelf aangeeft en een valse verklaring aflegt; het gaat echter niet door omdat Valentijn het opgelegde contactverbod heeft genegeerd en daardoor alles in de war geschopt. Valentijn wordt gearresteerd en een dag lang vastgezet; na vrijlating zweert hij wraak te zullen nemen op zijn opa. Valentijn wilde vervolgens Meerdijk ontvluchten, stal een schilderij van zijn opa en probeerde te vluchten naar Engeland. Ludo ontdekte zijn plan en sprong net op tijd bij Valentijn zijn boot aan boord om dit te verhinderen. Valentijn en zijn opa raakten hierbij in gevecht, waarbij hij Ludo overboord sloeg en voor dood achterliet. Hierdoor werd Valentijn opgepakt en verdween in de gevangenis.
In 2025 blijkt dat Valentijn weer uit de gevangenis is gekomen en dat zijn vader Nick is overleden in de gevangenis, hierdoor wilt Valentijn wraak nemen op zijn familie. Dit doet hij samen met zijn oud-gevangenisgenoot Andrea Brancati en Nick zijn laatste vrouw Henriëtte Castro. Mede door zijn plan draait Nina bijna door, gaan Ludo en Janine uit elkaar en gaat Stefano fysiek achteruit. Op het hoogte punt heeft Valentijn zijn opa Ludo gevangen in een Belgisch kasteel en lokt hij de familie Sanders daar naar toe. Onder druk probeert Ludo de familie wijs te maken dat ze Valentijn moeten accepteren en dat hij een positie krijg binnen het veilinghuis. Als Bing binnen komt wordt Valentijn ontmaskerd en biecht hij alles op. Wanneer ieder familielid dit op zijn eigen manier verwerkt, neemt Stefano het heft in eigen handen. Stefano wilt Valentijn buiten het kasteel neerschieten, de eerste kogel die door Valentijn zijn schouder gaat raakt tevens een gastank. Door het afschieten van de tweede kogel ontploft de tank en is het onbekend of beide dit hebben overleefd.

## Donald van der Zee
Donald van der Zee is een zakenman op leeftijd. Ludo Sanders wil met zijn bedrijf Sanders Incorporated het bedrijf van Donald van der Zee aankopen. Van der Zee is gespecialiseerd in jachtboten en is daar vermogend door geworden. Tijdens zijn eerste afspraak met Ludo loopt hij Dian Alberts tegen het lijf. Dian en Ludo liggen op dat moment met elkaar in de clinch. Donald is onder de indruk van het temperament van Dian. Als Dian van een mogelijke overname hoort, verdiept ze zich in het verleden van het bedrijf. Donald is onder de indruk en houdt wel van vrouwen met een beetje pit. Tot ergernis van Ludo wil Donald de overname met Dian voortzetten. Donald heeft vertrouwen in haar. Hoewel Donald op leeftijd is, vindt Dian hem op een bepaalde manier erg aantrekkelijk.
Donald begint last van zijn hart te krijgen en moet van zijn persoonlijke verzorgster Vanity dagelijks medicijnen slikken. Hij beseft dat de tijd begint te tikken. Donald wil zijn bedrijf goed achterlaten en heeft er alle vertrouwen in dat Dian daarvoor de aangewezen persoon is. Dian is verrast als Donald dit haar vertelt. Donald wil in gemeenschap van goederen trouwen. Ludo is razend. Dian weigert, omdat ze het gevoel heeft dat ze Donald besodemietert. Donald ziet dit echter puur als een zakelijke overeenkomst. Dian stemt met het plan in, ondanks negatieve reacties van de buitenwereld. Tijdens het huwelijk van Jef en Dorothea krijgt Donald het benauwd waarna hij wordt opgenomen in het ziekenhuis. Hij wordt onrustig omdat hij het huwelijk nog niet heeft geregeld. Dian regelt een ambtenaar van de burgerlijke stand. Donald valt ondertussen steeds weg. Dian geeft haar jawoord. Donald doet zijn ogen niet meer open. Dian maakt hem wakker. Hij antwoordt met ja. In de armen van de vrouw die hem zo fascineerde, sterft Donald.

## Stanley Mauricius
Stanley Mauricius is getrouwd geweest met Dorothea Grantsaan. Als hij hoort dat zij gaat trouwen met Jef Alberts, komt hij naar Nederland. Hij wil Dorothea terugwinnen, maar dat lukt hem uiteindelijk niet. Later wordt hij vrienden met Jef en keert zo nu en dan terug, onder andere voor Dorothea's begrafenis. In 2018 keert hij na een afwezigheid van 9 jaar terug naar Meerdijk, nadat hij van Laura gehoord heeft dat Bing vast zit en hem nodig heeft. Laura is kwaad dat hij na een maand pas arriveert, als Bing al lang weer vrij is. Ze komen nader tot elkaar als Laura ontdekt dat Stanley ook ontslagen is om zijn leeftijd. Ze krijgen een relatie. Laura denkt echter dat Stanley niet gelukkig is in Meerdijk en zijn kansen moet nemen als jazz-zanger in New Orleans. 
Vlak nadat Stanley is vertrokken uit Meerdijk komt hij in contact met z'n buitenechtelijke dochter JoJo Abrams. Wanneer die twee elkaar ontmoeten vertrekt JoJo naar Meerdijk om z'n broer te ontmoeten. Echter vond Stanley het nog niet nodig om Bing over z'n halfzus te vertellen. Bing staat perplex als dan ook z'n halfzusje opeens onaangekondigd voor de deur staat met de mededeling dat ze broer en zus zijn.
Na vijf jaar keert hij opnieuw terug, vanwege de 40e verjaardag van zijn zoon Bing Mauricius. Ook leert hij de verloofde van Laura, Henk Visser, kennen, eerst niet wetende dat zij een relatie hebben. Hij raakt ook bevriend met Marwan El Amrani en biedt hem een baan aan als zijn personal assistent. Marwan gaat hier mee akkoord, nadat er een aantal voorwaarden zijn doorgenomen. Om dit te vieren gaan ze een drankje doen in BOKS. Als Luuk Bos en Linda Dekker daar ook zijn gaan ze met allen wat drinken. De volgende ochtend wordt Stanley wakker met enorme hoofdpijn en belt dokter Luuk, die een kater heeft. Hij stuurt hem naar bed met een paracetamol. Niet lang daarna raakt Stanley buiten bewustzijn als gevolg van een herseninfarct. Als Marwan hem meerdere keren zonder resultaat belt raakt hij ongerust. Samen met Linda en Luuk vindt hij hem in het appartement van Nina en Bing. Hij wordt met spoed naar het ziekenhuis gebracht maar overleefd het maar moet langzaam aan weer opkrabbelen. Als het later met Stanley steeds beter gaat besluit hij zijn werk als zanger op te pakken bij een cruiseschip en neemt Marwan mee als zijn begeleider.

## Mohammed Aydin
Mohammed Aydin (ook bekend als Mo) wordt aangesteld als de rechercheur die de (vermeende) moord op Ludo Sanders moet onderzoeken. Tijdens de verhoren is hij erg gecharmeerd van Dian Alberts, die als een van de verdachten wordt beschouwd. Aydin merkt dat hij na verloop van tijd geen stap verder is gekomen met zijn onderzoek. Ondertussen blijft Dian met hem flirten en wil hij aan haar toegeven. Vanwege het onderzoek is dat niet mogelijk. Wanneer verdachte Nick Sanders spoorloos verdwijnt, is de schrik groot. Later blijkt hij door zijn jeugdliefde Alexandra Koster te zijn ontvoerd.
Wanneer de belangrijkste verdachten Robert Alberts, Sjors Langeveld, Bing Mauricius, Barbara Fischer en Morris Fischer van de één op de andere dag verdwijnen, tast Aydin in het duister. Ludo blijkt de schietpartij te hebben overleefd en heeft zich maandenlang verborgen gehouden in het buitenland. Nu heeft hij de vijf mogelijke verdachten ontvoerd en vastgezet op een boot, waar de levensomstandigheden slecht zijn. Morris klapt uiteindelijk uit de school en bekent dat hij de kogels heeft verwisseld.
Terug in Meerdijk gaan de vijf naar Mohammed Aydin, omdat ze willen dat Sanders wordt vervolgd voor ontvoering. Morris weet niet wat Ludo tegen hem wil ondernemen. Aydin heeft genoeg bewijs om Sanders achter de tralies te zetten. Met de bekentenis van Morris is het onderzoek afgerond. Alle wegen voor een relatie met Dian liggen open. Dian en Mohammed geven over aan hun gevoelens. Ze denken een gelukkige toekomst tegemoet te gaan, totdat Mohammeds moeder Samira ten tonele verschijnt. Samira vindt het ongepast dat Mohammed met een ongelovige seks heeft. Dian probeert Samira te paaien en gaat bij haar op bewegingsles. Samira en Dian blijven een problematische relatie houden.
Mohammed vertelt steeds meer over zijn verleden. Dian wil niets loslaten. Ze weet niet eens zeker of ze wel een relatie met hem wil aangaan. Mohammed stelt haar een ultimatum. Dian geeft toe aan haar gevoelens en voelt zich bij Mohammed op haar gemak. Ze hebben plannen om samen te gaan wonen. Helaas is hun geluk van korte duur. Tijdens een achtervolging wordt Mohammed aangereden en overlijdt hij aan de verwondingen. Dian is doodongelukkig dat haar grote liefde is verongelukt. Voor het eerst sinds lange tijd durfde ze iemand te vertrouwen.

## Desi Overweg
Desi Overweg is een scholiere.
Noud Alberts, Fos Fischer en Vicky Pouw zitten in het laatste jaar van de middelbare school. Met de hele klas mogen ze een toneelstuk op gaan voeren, onder leiding van Anita Dendermonde. Desi en Vicky komen met elkaar in de clinch te liggen omdat ze allebei andere ideeën hebben over de musical. Beiden willen ook de hoofdrol bemachtigen. Vicky grijpt uiteindelijk de hoofdrol. Noud speelt de andere hoofdrol en begint ondertussen gevoelens voor Vicky te koesteren. Vicky heeft op dat moment een relatie met Fos. Noud wil Vicky jaloers maken en begint daarom een relatie met Desi, die figuurlijk aan zijn lippen hangt. Desi is dolblij als Noud haar verkering vraagt. Noud heeft door dat Vicky hier moeite mee heeft. Desi wil de liefde met Noud bedrijven, maar Noud probeert dit te voorkomen. Op een gegeven moment kan hij geen excuses meer verzinnen en heeft hij seks met Desi. Noud en Vicky groeien dichter naar elkaar toe. Desi licht Noud in over een mogelijke zwangerschap. Noud vermoedt dat zijn condoom gescheurd is. Gelukkig blijkt Desi niet zwanger te zijn. Desi vindt dit jammer. Ze had Noud zo bij haar kunnen houden. Noud en Vicky kiezen voor elkaar. Fos is woedend, evenals Desi. Tijdens de opvoering van het toneelstuk manipuleert Desi Vicky's kleren. Voor een groot publiek staat Vicky voor schut in haar onderbroek. De situatie tussen Fos en Noud escaleert. Desi beseft dat ze te ver is gegaan.
Desi krijgt moeite met haar gedrag en komt in contact met Charlie Fischer, die op dat moment met Lovetree is begonnen. Lovetree is een groep mensen die therapie volgen bij Dorothea Grantsaan. Desi kan de cursussen niet betalen, maar de kosten worden kwijtgescholden door Charlie. Charlie ontdekt al snel dat Desi gevoelens koestert voor Bing Mauricius, de zoon van Dorothea. Ze probeert Desi te stimuleren openhartig te zijn. Na haar relatie met Noud is Desi onzeker in de liefde. Charlie regelt dat Desi aikidoles kan volgen bij Bing. Ze begint zich met de relatie te bemoeien, waardoor Bing vermoedt dat Charlie verliefd op hem is. Charlie onthult Desi's gevoelens, waar zij niet blij mee is. Bing ziet Desi in het begin wel zitten. Wanneer ze seks met elkaar willen hebben, kan Bing het niet. Hij is met zijn hoofd nog te veel bij Sjors. Desi is weer teleurgesteld in de liefde.

## Bob Lanschot
Bob Lanschot is een rechercheur.
Dian Alberts wil meer vastheid in haar leven en besluit een eigen huis te kopen. Ze neemt haar intrek in een nieuwbouwhuis op de Batenlaan. Wanneer ze een paar weken in haar nieuwe huis woont, wordt ze lastiggevallen door een hijger die haar telefonisch lastigvalt. Dian wordt bang van de telefoontjes en haar vader Jef wil dat ze naar de politie stapt. Dian doet aangifte bij Bob Lanschot, die besluit de zaak te onderzoeken.
Dian ligt op het moment van het stalken in een zakelijk conflict met Ludo Sanders. Tijdens een Halloweenfeest in De Rozenboom wordt Dian telefonisch bedreigd. De stalker zegt dat hij aanwezig is. Ludo is op dat moment afwezig. De lampen gaan uit. Dian beschuldigt Ludo van de stalkingspraktijken. Goede vriend Rik de Jong moet Dian ervan weerhouden dat ze Ludo wat aandoet. Ludo verklaart haar voor gek. Dian probeert Lanschot er wanhopig van te overtuigen dat Ludo haar stalkt. Ludo heeft Lanschot er echter van overtuigd dat Dian het stalken in scène heeft gezet om hem te beschuldigen. Wanneer niemand haar gelooft, besluit Dian het op eigen houtje te onderzoeken.
Janine Elschot vermoed dat Ludo ook achter het stalken zit. Ludo merkt dat hij vals beschuldigd wordt en huurt detective Bloemers in om de stalker op te sporen. Dian begint ondertussen het vermoeden te krijgen dat goede vriend Rik de Jong, die nog niet zo lang geleden teruggekeerd is in Meerdijk, achter het stalken zit. Zo vindt ze onder andere een motorhandschoen onder de bank. Detective Bloemers belt Sanders omdat hij wil afspreken; hij heeft de stalker gevonden. Bloemers komt echter nooit op de afspraak aan. Hij raakt betrokken bij een ongeluk en raakt in coma. Sanders probeert Lanschot duidelijk te maken dat er een verband is tussen de stalker en het ongeluk van Bloemers.
Als Rik naar zijn eigen hotelkamer gaat, treft hij Lanschot daar aan. Lanschot heeft een altaar van Dian in de kamer neergezet. Hij beschuldigt Rik van de stalkingspraktijken. Rik is ervan overtuigd dat Lanschot Dian stalkt, maar kan geen reden bedenken waarom hij dat zou willen doen. Hij wil het openbaar maken, maar Lanschot dreigt Rikki en Anita wat aan te doen. Rik probeert tevergeefs zijn onschuld te bewijzen, maar zelfs zijn advocaat Maarten Heemskerk is niet overtuigd van zijn onschuld. Anita, die onbewust nog gevoelens voor Rik koestert, gaat op onderzoek uit. Dian en Bob groeien dichter naar elkaar toe, omdat ze allebei een grote liefde hebben verloren. In het begin is Lanschot afstandelijk, maar na hun eerste vrijpartij wil hij meer. Dian krijgt het benauwd.
Anita graaft in het verleden van Bob en ontdekt dat zijn vrouw Nathalie Dover is overleden. Tijdens een gesprek met Nathalies vader Ken krijgt Anita een foto te zien. Nathalie lijkt sprekend op Dian. Anita is overtuigd van Riks onschuld en beseft dat Dian weleens in groot gevaar kan zijn. Wanneer Dian en Bob verliefder worden, beseft Anita dat een onthulling weleens verkeerd af zou kunnen lopen. Dian zou haar voor gek kunnen verklaren. Anita probeert Jef te bewerken en te laten inzien dat Bob niet is wie hij voorgeeft te zijn. Jef probeert Dian te bereiken, maar ontdekt dat Dian met Bob op vakantie is.
In het vakantiehuisje komt Dian tot het besef dat Bob een psychopaat is. Ze vindt een foto van haar overleden liefde Mohammed Aydin, die ook als rechercheur werkzaam was. Aydin en Lanschot bleken goede kennissen van elkaar. Niet veel later ontdekt Dian een verbrande foto van Nathalie en trekt ze haar conclusies. Bob merkt dat Dian zich vreemd gedraagt en krijgt argwaan. Als Dian wil vluchten, is Bob haar voor. Samen zitten ze in een auto en dan onthult Lanschot wat hij allemaal heeft gedaan. Hij wil daarna samen met Dian uit het leven stappen door zichzelf in het Henschotermeer te rijden. Dian vreest hiervoor, maar weet uiteindelijk te ontsnappen. Anita en Dennis zijn ondertussen haastig op zoek naar Dian. Lanschot start een zoekactie naar Dian en lijkt haar opnieuw te ontvoeren. Anita en Dennis zijn net op tijd.
Terug in Meerdijk probeert Dian tevergeefs te bewijzen dat Lanschot een bedreiging voor haar is. De politie wil haar niet geloven; Lanschot staat bekend als een keurige politieman. Op een avond, wanneer ze alleen thuis is, komt Lanschot weer langs. Bob wil samen met Dian sterven. Net op tijd komt de Mobiele Eenheid het huis binnen en Lanschot wordt geboeid en afgevoerd. 

## René Meijer
René Meijer is een ondernemer. Hij komt in beeld als Nina Sanders uitgaat. Hij doet GHB in haar drankje en verkracht haar samen met een paar vrienden in Hotel De Rozenboom. Als Nina's moeder Janine Elschot hierachter komt, lokt ze René naar een zaaltje in dat hotel. Ze wil René hier ook drogeren. Janines vriendin Barbara Fischer komt hierachter en wil Janine tegenhouden. Laura Selmhorst en Dorothea Grantsaan helpen haar om Janine in het hotel te vinden. Als ze binnenstormen probeert René Janine te verkrachten. Na een heftige worsteling, waarbij Dorothea bijna wordt gewurgd, geeft Laura hem een duw en daarbij raakt René met zijn hoofd het bureau. Als ze geen hartslag voelen en bloed uit zijn oor zien komen, besluiten de vriendinnen René te begraven in de tuin van De Rozenboom.
Weken later komt de directie van het hotel met het plan om de tuin op te laten knappen door Noud Alberts. Ze besluiten het lijk op te graven. Als ze hem zoeken is hij niet meer te vinden. Intussen worden de dames de stuipen op het lijf gejaagd. Dorothea heeft slaapproblemen en functioneert niet meer. Op Sinterklaasavond verschijnt er een Zwarte Piet in Dorothea's auto, het is René. Hij vertelt haar dat hij de vier vrouwen een voor een afslacht, beginnende bij Dorothea. Hij drogeert haar en laat het lijken alsof ze een auto-ongeluk heeft gehad. Als de drie overige vrouwen het verhaal aan de politie vertellen, kijken de rechercheurs gek op. René Meijer leeft gewoon nog en is op het bureau. Hij zou al die tijd in India gezeten hebben. De vrouwen zijn er niet gerust op.
Later gaat Janine achter René aan, echter René houdt haar na een handgemeen gevangen. Als hij haar met een hakbijl haar hoofd wil inslaan, hoort Janine van hem dat hij Dorothea heeft vermoord. Op het moment dat hij uithaalt klinkt er een schot, René wordt neergeschoten. Jack van Houten komt net op tijd aan om Janine van de moordlustige René te redden.

## Guus van Manen
Guus van Manen is een projectontwikkelaar die van Ludo Sanders de opdracht krijgt om een nieuw winkelcentrum in Meerdijk te bouwen. De plannen worden gemaakt, maar er moeten een aantal bedrijven verhuizen.
Jef Alberts heeft het moeilijk. Zijn vrouw Dorothea is net overleden en hij weet niet of hij nog verder wil met De Koning. Als Guus hem voor de eerste keer een aanbod doet, is hij niet geïnteresseerd. Guus blijft zich aan Jef opdringen en uiteindelijk maken ze een afspraak. Jef wil dat De Koning blijft zoals die nu is en dat alle medewerkers hun baan houden. Guus belooft hem dat De Koning precies zo zal blijven als dat het altijd is geweest.
Jef denkt dat Guus te vertrouwen is en ondertekent het contract. Guus komt zijn belofte echter niet na. Hij sluit De Koning en wil het pand zo snel mogelijk slopen. Jef raakt depressief en durft de mensen niet meer onder ogen te komen. Noud wil Jef helpen en start samen met Nina de actie Red de Koning!. Ook hun vrienden Anna, Daniël, Naomi en Willem willen meehelpen.
Guus moet het winkelgebied in handen krijgen en daarbij hoort ook Teluma. Als hij een afspraak wil maken met de eigenaar, ontmoet hij Bing. Die stelt zich voor als de bedrijfsleider, maar Guus wil alleen maar met de eigenaar praten. Jack is geïnteresseerd in het aanbod van Guus. Bing probeert Jack over te halen om Teluma aan hem te verkopen. Jack en Bing zijn al jaren vrienden en daarom besluit Jack hem de eerste optie te geven. Bing probeert Jef over te halen om het geld van De Koning te investeren in Teluma, zodat het plan van Guus alsnog niet door kan gaan. Uiteindelijk investeert Jef zijn geld in Teluma, maar wel met de voorwaarde dat als hij De Koning kan terugkopen, hij het geld terug kan krijgen. Bing sluit ook een lening af bij de bank zodat hij genoeg geld heeft om Teluma te kopen.
Guus is vooralsnog van plan om De Koning plat te gooien en er iets nieuws te gaan bouwen. Noud, Nina en hun vrienden beginnen een actie. Ze binden zich met kettingen vast aan de bar van De Koning. Van Manen wil dat ze verdwijnen en belt de politie. Noud kan zich niet inhouden en schopt van Manen een bloedneus. De bewoners van Meerdijk willen dat De Koning blijft en schakelen justitie in. Rechter Vlasboom verbiedt Van Manen De Koning te slopen totdat er genoeg onderzoek is geweest. Tijdens een informatieavond ontstaat er een ruzie tussen Van Manen en de vriendengroep. Uiteindelijk geeft de rechter Jef gelijk, nadat hij zijn verhaal heeft gedaan.
Jef denkt dat hij De Koning kan terugkrijgen, nu van Manen niet het hele winkelgebied in handen kan krijgen. Guus ziet in dat zijn plan is mislukt en wil dat Jef gaat boeten. Als Jef voorstelt om De Koning terug te kopen is Guus geïnteresseerd. Hij verkoopt De Koning alleen voor het dubbele. Jef vindt dit belachelijk, maar van Manen heeft er wel plezier in. Als Noud en Nina samen proberen om een oplossing te vinden, vangt Maxime iets op. Maxime komt met een oplossing, zij koopt De Koning terug. Jef is Maxime erg dankbaar.

## Frederik Waals
Frederik Waals heeft een kortstondige relatie met Vicky Pouw.
Vicky heeft een tweejarig contract getekend bij Telefonon, maar wil stoppen met haar modellenwerk. Het bedrijf eist een schadevergoeding van ruim een ton voor de gemaakte kosten. Vicky ziet nog maar één oplossing: ze gaat het huis van haar grootmoeder verkopen. Er komen weinig bezoekers doordat de vraagprijs nogal hoog is. Net als Vicky de moed wil opgeven, komt Frederik langs. Frederik is geïnteresseerd, maar vindt de prijs veel te hoog. Vicky wordt verdrietig en smeekt Frederik het huis te kopen.
Frederik probeert Vicky te troosten en vraagt waarom het huis verkocht moet worden. Vicky legt uit dat ze binnen een maand een ton moet betalen aan Telefonon. Frederik komt met een voorstel waarvan Vicky schrikt. Hij wil dat Vicky een week lang zijn vrouw speelt, omdat hij in scheiding ligt. Frederik moet een belangrijk zakelijk contract binnenhalen, maar de mensen met wie hij moet onderhandelen, zijn strenggelovig. Als Vicky vraagt waarom hij dit doet, vertelt Frederik dat Vicky hem doet denken aan zijn overleden zus Katja.
Als Vicky aan Noud voorstelt op Frederiks aanbod in te gaan, wordt Noud woedend. Hij kan niet begrijpen waarom iemand een ton betaalt voor een avondje eten. Noud denkt dat er meer achter zit. Vicky wil geen ruzie met Noud en besluit alles af te zeggen.
De dagen vliegen om en Vicky heeft nog steeds niet genoeg geld. Frederik komt onverwachts langs in Teluma en probeert Vicky over te halen er alsnog over na te denken. Noud begint in te zien dat de tijd begint te dringen en vindt dat Vicky het moet doen. Frederik wil een keer gaan oefenen met Vicky en nodigt haar uit voor een diner in De Rozenboom. Vicky gaat naar De Rozenboom, terwijl Noud jaloers thuiszit. Als Noud Vicky probeert te bereiken, krijgt hij haar voicemail. Hij gaat naar De Rozenboom, waar Vicky en Frederik net klaar zijn met eten. Tijdens het afscheid nemen, legt Frederik zijn hand op Vicky's achterwerk. Noud kan zich niet meer inhouden en slaat Frederik een bloedneus.
Vicky is woedend op Noud en probeert Frederik over te halen alsnog door te gaan. Frederik begrijpt dat het voor Noud moeilijk is om zijn vriendin zo te zien en besluit Vicky een tweede kans te geven. Als Vicky in De Rozenboom aan het werk is, wordt haar jurk afgeleverd aan de receptie. Die avond komt Frederik Vicky ophalen in Teluma. De avond wordt een succes, Frederik haalt het contract binnen. Vicky en Frederik drinken nog wat aan de bar van De Rozenboom en nemen afscheid. Frederik vraagt of hij haar nog één keer een kus mag geven. Vicky heeft daar geen problemen mee. Tijdens de kus ziet Vicky dat Noud binnenkomt. Noud kan zich inhouden en neemt Vicky mee naar huis.
Vicky voelt dat het niet lekker zit tussen haar en Noud. Noud ontkent alles, maar is stiekem wel jaloers. Frederik bedankt Vicky voor alles en neemt afscheid. Uiteindelijk besluiten Noud en Vicky om met zijn tweeën op rondreis te gaan.

## Lies de Weerdt
Lies de Weerdt werkt als revalidatiearts. Als Nina Sanders tijdens een explosie in Teluma verlamd raakt, wordt Lies ingeschakeld door Nina's vader, Ludo Sanders.
Tijdens de explosie in Teluma komt Nina onder een stapel balken terecht. In het ziekenhuis ontdekken de dokters dat Nina gedeeltelijk verlamd is. Ludo wil dat Nina weer naar huis komt en zorgt ervoor dat zijn huis rolstoelvriendelijk is. Via een kennis krijgt hij informatie over Lies de Weerdt, die als revalidatiearts werkt en goed staat aangeschreven. Tijdens de eerste ontmoeting met Lies is Nina niet tevreden. Ook Janine heeft moeite met de manier waarop Lies te werk gaat. Ludo ziet het daarentegen wel zitten.
Lies gaat samen met Nina revalideren. In het begin ziet Nina nog geen verbetering en begint ze de moed een beetje op te geven. In het zwembad geeft ze het op, maar Dex weet haar zo boos te maken dat ze haar eerste stap toch zet. Lies is blij met de hulp van Dex en wil vaker gebruikmaken van hem.
Maxime vindt dat Lies veel te streng is voor Nina en laat dit duidelijk merken. Nina is niet blij met Maximes reactie. Om het goed te maken met Nina, haalt Maxime Lies over om in de Sanders-villa te komen wonen. Lies verhuist naar de rechtervleugel van de villa en kan zo op elk moment van de dag met Nina revalideren. Ze begint ook gevoelens te krijgen voor Ludo. Het gaat steeds beter met Nina. Tijdens het revalideren merkt Lies dat Nina gevoelens heeft voor Dex. Nina ontkent dit, maar tijdens een van haar uitstapjes met Dex zoenen ze. Nina is nogal in de war van de kus en verbiedt Maxime om Dex te bellen. Als Dex dan toch voor de deur staat, is Nina boos op Maxime. Lies bekent dat zij Dex heeft gebeld, omdat ze het zo goed met elkaar kunnen vinden. Nadat Nina Dex heeft weggestuurd, krijgt ook Lies ervanlangs. Lies vindt dat ze dit niet verdiend heeft en is teleurgesteld. Nina wil alleen op haar kamer zijn. Als ze door Dex wordt gebeld, kan ze niet bij haar rolstoel waar haar telefoon in ligt. Als ze een stap op de grond zet, merkt Nina dat ze kan staan. Nina is zo blij, maar voelt zich schuldig. Ze biedt Lies haar excuses aan.
Lies is intussen al een tijdje verliefd op Ludo, maar ze kan nog geen contact met hem krijgen. Wanneer Ludo een zwak moment heeft, gaat hij met Lies naar bed. Lies denkt dat ze nu een relatie hebben, maar Ludo wil dat het bij één keer blijft. Ludo kan zijn gevoelens voor Lies alleen niet verborgen houden en heeft opnieuw seks met Lies. Lies krijgt nu het gevoel dat ze een soort hoer voor hem is en maakt dit duidelijk. Ze wil dat hij aan de buitenwereld laat zien dat zij wat hebben. Ludo en Lies gaan samen dineren in De Rozenboom. Lies heeft het gevoel dat ze mee uit eten moest zodat Ludo zijn ex-vrouw Janine en haar vriend Jack kan controleren. Ze accepteert dit niet en wil dat Ludo eerlijk is. Ludo zegt dat hij voor de volle honderd procent met haar verder wil en Lies gelooft hem. Wanneer Janine aan Ludo vraagt of hun relatie serieus is, krijgt ze geen antwoord van Ludo. Lies is nu wel klaar met Ludo en vertrekt.

## Sair Poindexter
Sair Poindexter is de moeder van Irene Huygens en de oma van Dex Huygens en Ronja Huygens. Ze komt uit Amerika. Ze is seksuologe en voorziet velen ongevraagd van advies over hun seksleven.

## Arthur Diepgrond
Arthur Diepgrond heeft een kortstondige relatie met Ronja en Charlie.
Charlie zit in een dip omdat haar geliefde Rik heeft aangegeven nog geen nieuwe relatie te willen. Charlies goede vriendin Ronja komt op het idee om te gaan daten via het internet. Op een datingsite ontmoet Ronja Arthur, een aantrekkelijke jongen. Ronja besluit een afspraakje te maken, maar heeft besloten zich niet te laten gebruiken aangezien bij een eerste date geen seks hoort. Na hun afspraakje brengt Arthur Ronja naar kapsalon Charlies om de verbouwing te laten zien. Arthur weet Ronja te verleiden en ze gaan met elkaar naar bed. Ronja wil hun relatie hierna rustig opbouwen, maar dit valt bij Arthur verkeerd. Hij voelt zich misbruikt en gaat tekeer tegen Ronja. Ronja is geschokt door de reactie. Ze probeert hem te kalmeren, maar dit lukt niet.
Na een mislukte poging om Rik te verleiden, gaat Charlie weer daten op het internet. Ze maakt kennis met A. te M. (Arthur te Meerdijk). Ze spreken af en Charlie is meteen onder de indruk. Charlies vriendin Ronja is niet erg blij met Arthur. Ze waarschuwt Charlie voor hem. Charlie wil hun vriendschap niet op het spel zetten en maakt het uit met Arthur. Arthur gaat langs bij Ronja om te vragen of Charlie weer bij hem mag komen. Ronja besluit dit te accepteren.
Ronja schrikt wanneer Arthur de nieuwe assistent van haar vader blijkt te zijn. Arthur stelt voor dat hij vertrekt, maar Ronja vindt het goed. Ronja merkt meerdere keren dat Arthur zich betrapt voelt, wanneer ze toevallig de praktijk in komt lopen.
Doordat Ronja niet met Arthur om kan gaan, komt de vriendschap tussen Charlie en Ronja onder spanning te staan. Wanneer Ronja blijft doorgaan met haar plannen, wil Charlie niets meer met Ronja te maken hebben. Uiteindelijk wil Ronja haar vriendschap niet op het spel zetten en ze maakt het goed met Charlie.
Charlie, Arthur, Ronja en Paul gaan samen een paar dagen naar De Efteling. Al de eerste dag gaat het verkeerd. Ronja doorzoekt de spullen van Arthur en Charlie heeft dit in de gaten. Arthur en Charlie blijven samen in het vakantiehuisje. Paul en Ronja gaan naar huis.
Ronja ziet dat Arthur medicatie in zijn jaszak stopt, maar laat dit niet aan hem merken. Samen met Paul bedenkt ze een plan om een paar medicijnen te kunnen pakken. Paul en Ronja spelen een ruzie naar, waardoor Arthur de woonkamer inkomt. Paul sluipt stiekem naar de praktijk en voelt in Arthurs jaszakken. Hij neemt een paar medicijnen mee.
Paul laat de medicijnen onderzoeken door een vriendje in het ziekenhuis. Het blijkt om antidepressiva te gaan. Ronja en Paul besluiten het verleden van Arthur door te zoeken. Paul belt Ronja om te zeggen dat hij naar haar toekomt. Hij heeft belangrijke informatie. Paul komt nooit aan bij Ronja, omdat hij betrokken is bij een verkeersongeval. In het ziekenhuis lijkt het beter met hem te gaan, maar nog geen dag later blijkt Paul te zijn overleden. Hij heeft hierbij hulp gekregen van een onbekend iemand.
Na nader onderzoek van Ronja blijkt Arthur een duister verleden te hebben. Een vriend van Paul, Berend, geeft haar deze onthullende informatie. Arthur was namelijk met zijn tien jaar opgenomen in een gesloten inrichting.
In de 4000e aflevering (die werd uitgezonden op 4 maart 2010) werd duidelijk dat Arthur was weggeweest om alles uit te zoeken. Hij wilde Ronja, die verstopt was in de kast, vertellen wie de moord op Paul had gepleegd. Hij werd neergestoken voordat hij kon zeggen wie de moordenaar was. Toen de moordenaar Ronja later wilde vermoorden, stond Arthur op en greep hem vast. Arthur was waarschijnlijk door die actie te verzwakt en hij stierf in Ronja's armen. Jack schoot daarna de moordenaar neer.

## Max Haring
Max Haring werd gespeeld door Ralph Sigmond. Hij kwam in twee afleveringen voor in seizoen 16.